# Oratorio della Confraternita dei Bianchi dello Spirito Santo
L'oratorio della Confraternita dei Bianchi dello Spirito Santo è un edificio religioso di interesse storico-architettonico di Napoli; è ubicato nel vico Bianchi allo Spirito Santo, accanto alla omonima chiesa, in una zona molto popolare, tra la via Toledo e i Quartieri Spagnoli.
Realizzato nella seconda metà del XVI secolo (1555) dalla  Real Compagnia ed Arciconfraternita dei Bianchi dello Spirito Santo, antichissima Confraternita napoletana, costituisce un'ulteriore testimonianza del periodo Rinascimentale a Napoli.

## Descrizione
All'interno si annoverano dei pregevoli altari in marmi policromi, una tavola risalente alla fine del XVI secolo che raffigura la Madonna delle Grazie con santi ascrivibile con certezza a Girolamo Imparato, una tela del XVIII secolo raffigurante la Madonna tra i Santi Antonio e Francesco da Paola di Pietro Bardellino, una tela del XVIII secolo raffigurante San Nicola di Saverio Persico e una tavola del XVI secolo raffigurante la Pentecoste che si trova in sacrestia. Al di sotto della cappella dell'oratorio si trova una suggestiva terrasanta con affreschi settecenteschi.
La collezione di argenti dell'Arciconfraternita è in mostra permanente al Pio Monte della Misericordia.